# 新港ピア

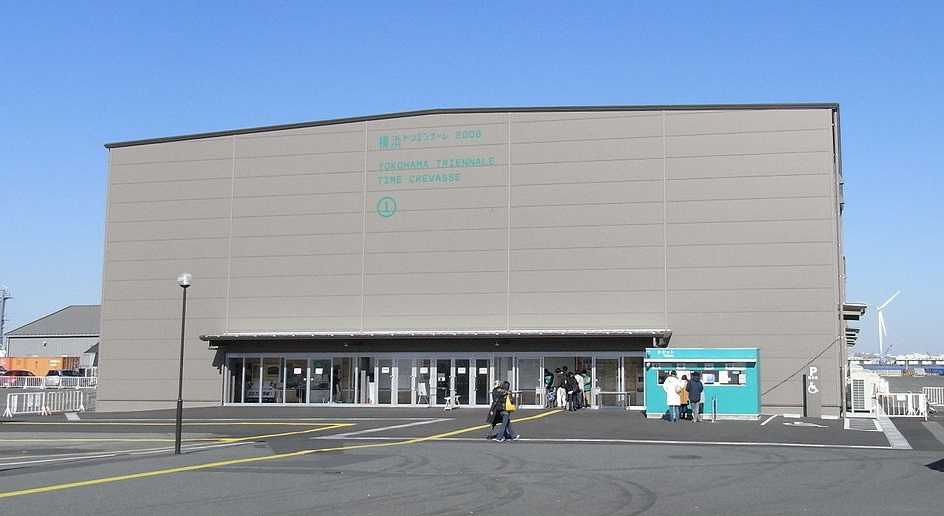
新港ピア（「横浜トリエンナーレ2008」開催時）

新港ピア（しんこうピア）は、神奈川県横浜市中区新港二丁目にかつて存在した展示施設。「新港ふ頭展示施設」と称される場合もある。敷地面積は6,983.96m2。

## 概要
2008年に横浜トリエンナーレの会場として建設され、以降もイベント会場やアーティスト・クリエーターの創作活動の場などに活用されていたが、新港埠頭9号岸壁周辺の整備事業に伴い2015年6月に解体された。

## 立地場所
みなとみらい21（新港地区）の6-1街区「新港客船ターミナル」区域内に所在していた。

## 活用・開催プログラム

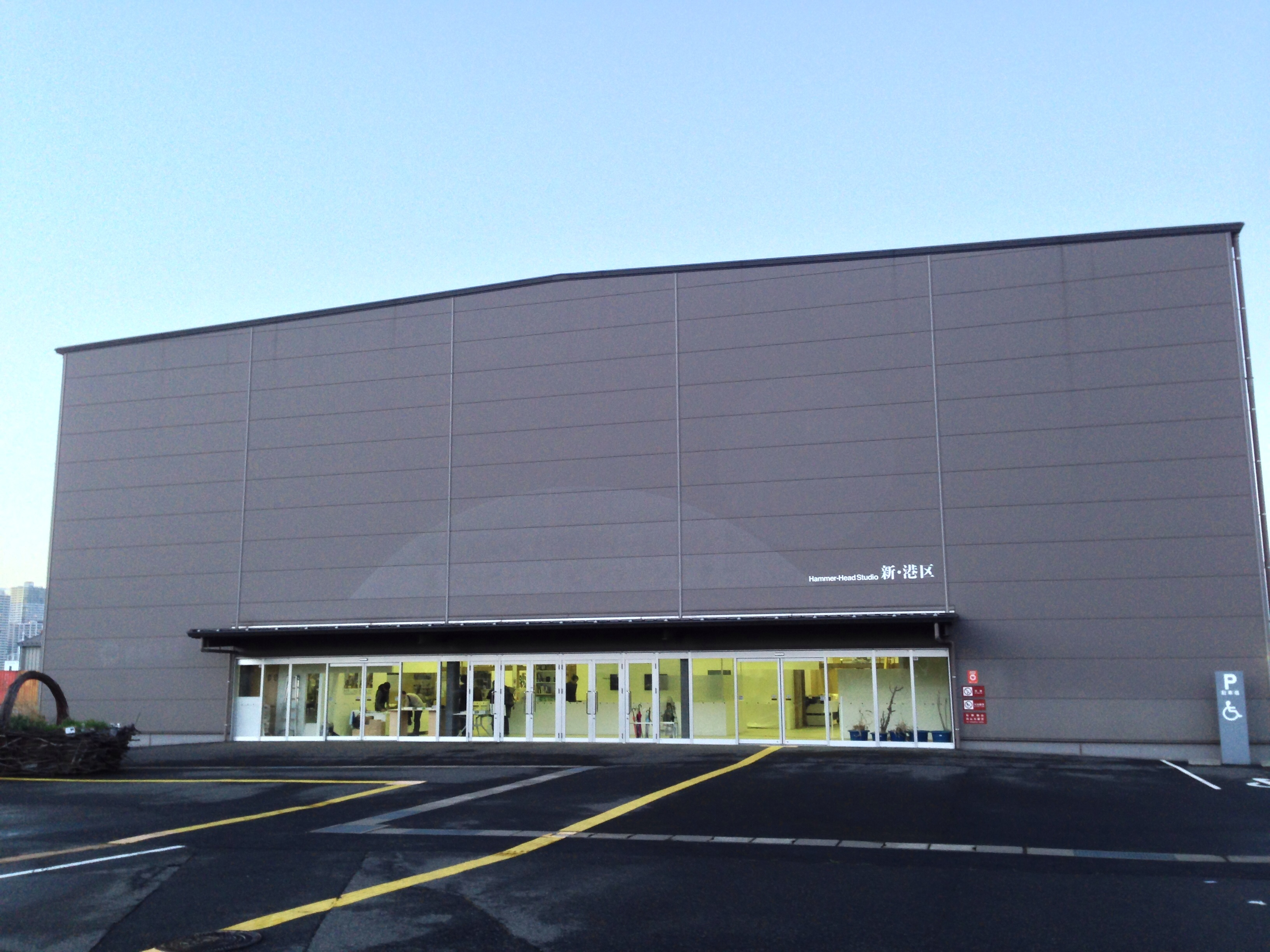
「新・港区」として活用されていた頃の様子（2014年3月）

- 横浜トリエンナーレ2008（会期：2008年9月13日〜11月30日）
- ヨコハマ国際映像祭2009（会期：2009年10月31日〜11月29日）
- ヨコハマトリエンナーレ2011（会期：2011年8月6日〜11月6日）
  - 当施設では、特別連携プログラム「BankART LifeⅢ "新・港村"」が開催された。
- ハンマーヘッドスタジオ 新・港区（2012〜2014）
  - 2014年4月で運用を終了するため、同年3月28日〜4月6日まで展覧会「撤収！展」を開催[3]。
- ヨコハマトリエンナーレ2014（会期：2014年8月1日〜11月3日[3]）